# Tajabone
Tajabone è un film del 2010 scritto e diretto da Salvatore Mereu.
È stato presentato con successo alla sezione "controcampo italiano" della 67ª Mostra del cinema di Venezia.

## Riconoscimenti
- Uk-Italy Business Awards
  - Premio per aver girato un film d'alto valore a fronte di un budget limitato